# Ґрунти Чернігівської області
Ґрунти Чернігівської області різноманітні через літогенний і механічний склад ґрунтоутворюючих порід, рельєфу, характеру зволоження, рослинного покриву, унікальному природно-кліматичному розташуванню області. Ґрунтовий покрив Чернігівської області надзвичайно строкатий.  Загалом експлікація ґрунтів області включає 253 ґрунтові відміни. Найбільш поширеними є дерново-підзолисті ґрунти та сірі лісові, темно-сірі і чорноземи опідзолені.

## Характеристика ґрунтів

### Дерново-підзолисті ґрунти.
Найпоширенішими ґрунтами поліської частини є дерново-підзолисті ґрунти, які займають 673,75 тис. га сільськогосподарських угідь та 447,05 тис. га рілля. Ці ґрунти сформувалися на давньоалювіальних, водно-льодовикових і моренних відкладах піщаного, супіщаного, рідше суглинкового механічного складу. В лісостеповій частині області дерново-підзолисті ґрунти зустрічаються лише на «островах» піщаних водно-льодовикових відкладів серед лесових рівнин і на борових терасах річок. Ці ґрунти є одними з найменш родючих ґрунтів області. Вони бідні на поживні речовини (рухомі форми азоту, калію). Особливо низький рівень родючості мають дерново-слабопідзолисті ґрунти легкого механічного складу (піщані, глинясто-піщані). На цих ґрунтах розвиваються процеси дефляції (розвіювання). Площа дефляційно-небезпечних земель по області становить близько 60 тис. га. Найінтенсивніше дефляційні процеси проявляються на полях, зайнятих зябом (осіння оранка поля), або слабо розвиненими сходами. Тому значна частина дерново-слабопідзолистих ґрунтів легкого механічного складу знаходиться під лісом.
Дерново-середньопідзолисті ґрунти супіщаного і легкосуглинкового механічного складу є більш родючими, мають більший вміст гумусу, який коливається від 1,2 до 1,8 %.  Вони мають кислу реакцію ґрунтового розчину (рН дорівнює 5,2-5,4). Інтенсивно використовуються в землеробстві при вирощуванні озимої пшениці, озимого жита, ячменю, льону, картоплі тощо. В цілому по області ці ґрунти займають 432,5 тис. га або 30 % площі орних земель.
Оглеєні підтипи дерново-підзолистих ґрунтів поширені в зниженнях рельєфу. Оглеєння зумовлюється надмірним зволоженням нижніх шарів ґрунту внаслідок високого залягання ґрунтових вод, а також дією поверхневих вод. Кращими серед них є глеюваті різновидності.

### Дернові ґрунти
У поліській частині області в заплавах річок та на широких між вододільних зниженнях рельєфу поширені дернові ґрунти (221,6 тис. га) переважно супіщаного механічного складу. В комплексі з цими ґрунтами залягають і лучні ґрунти. Обидва типи ґрунтів мають значно більший запас органічних поживних речовин, ніж дерново-підзолисті ґрунти. Вміст гумусу в залежності від гранулометричного складу коливається в межах 1,31-2,37 %. На супіщаних відкладах він дорівнює в середньому 1,60 %, легкосуглинкових − 1,77 %. За кислотністю ці ґрунти переважно слабокислі або близькі до нейтральних рН 5,4- 5,8, мають підвищений вміст рухомих форм фосфору і середній вміст обмінного калію. Частина ґрунтів цих типів використовується як кормові угіддя, а на підвищених елементах рельєфу — як орні землі.

### Опідзолені ґрунти
Досить поширені на Чернігівщині сірі, темно-сірі лісові ґрунти і близькі до них чорноземи опідзолені, які займають 388,09 тис. га сільськогосподарських угідь та 339,98 тис. га рілля. Сформувалися ці ґрунти на лесових породах переважно в перехідній частині від Полісся до Лісостепу. За гранулометричним складом це в основному легкосуглинкові ґрунти. Дані ґрунти багатші за дерново-підзолисті на поживні речовини, зокрема на азот і калій, в доступній для рослин формі є фосфор. Вміст гумусу в них коливається від 1,3 до 3,2 %. Реакція ґрунтового розчину слабокисла або близька до нейтральної (рН 5,4-6,1). Дані ґрунти інтенсивно використовуються в сільському господарстві. При застосуванні агротехнічних заходів вони дають досить високі врожаї районованих зернових, технічних та овочевих культур. Слід зазначити, що сірі лісові ґрунти і чорноземи опідзолені мають низьку протиерозійну стійкість. При інтенсивній обробці їх структура легко руйнується, в результаті чого ґрунти змиваються і розмиваються зливовими опадами і талими водами. Змиті ґрунтові відміни доцільніше використовувати в системі кормових та ґрунтозахисних сівозмін.

### Чорноземи
Найбільш родючими ґрунтами області є чорноземи типові і вилугувані глибокі малогумусні, які займають 98, 24 тис. га сільськогосподарських угідь та 89,95 тис. га рілля . Поширені ці ґрунти в південно-східній частині області. Вилугувані чорноземи сформувалися на знижених ділянках. За механічним складом чорноземи типові і вилугувані — це легкосуглинкові ґрунти. В розораних чорноземах вміст гумусу коливається від 2,7 до 3,7 %. Реакція ґрунтового розчину нейтральна або близька до нейтральної (рН 6,0-6,5). Ці ґрунти мають зернисту структуру, сприятливі водно-повітряні властивості. Всі вказані особливості цих ґрунтів є умовою їх високої родючості. При правильному застосуванні агротехнічних заходів вони дають високі врожаї озимої пшениці, цукрових буряків та інших районованих лісостепових сільськогосподарських культур.

### Лучні та лучно-чорноземні ґрунти
На заплавах  та на низьких давніх терасах річок області розташовані лучні та лучно-чорноземні ґрунти, які займають 77,05 тис. га сільськогосподарських угідь та 65,46 тис. га рілля. Дренуюча дія місцевих невеликих річок незначна, що обумовлює високий рівень ґрунтових вод, які містять у своєму складі легкорозчинні солі карбонатів і бікарбонатів натрію. Це призводить до засолення ґрунтів. Ці ґрунти мають високий вміст гумусу (3-3,7 %), але засолення погіршує їх властивості. Тому агротехнічні заходи тут слід спрямувати не тільки на підвищення родючості, а й зменшення в ґрунтах соди та увібраного натрію.

### Болотні ґрунти
Близько 11 % площі Чернігівської області заболочена і зайнято лучно-болотними та торф'яно-болотними ґрунтами, які займають 42,98 тис. га сільськогосподарських угідь та 1,4 тис. га рілля . Вони утворилися в умовах надмірного зволоження при високому рівні ґрунтових вод на всій території області та приурочені до заплав річок, притерасних знижень, днищ балок, озерних котловин. Ґрунти мають середню і високу зольність, широкий діапазон реакцій (рН 5-8,5) ґрунтового розчину.

Використання ґрунтів Чернігівської області в сільському господарстві
| Агровиробничі групи ґрунтів           | с/г угіддя, тис. га | рілля, тис. га |
| Дерново-підзолисті ґрунти             | 673,75              | 447,05         |
| Ясносірі та сірі опідзолені ґрунти    | 187,56              | 162,72         |
| Темно-сірі опідзолені ґрунти          | 130,88              | 113,40         |
| Чорноземи опідзолені                  | 69,65               | 63,86          |
| Чорноземи глибокі малогумусні         | 98,24               | 89,95          |
| Лучні та лучно-чорноземні ґрунти      | 77,05               | 65,46          |
| Лучно-болотні та торфо-болотні ґрунти | 42,98               | 1,40           |

## Вплив антропогенної діяльності
Основними чинниками антропогенного впливу на земельні ресурси залишаються сільське господарство, промисловість, енергетика, транспорт та оборонна діяльність. У результаті антропогенної діяльності відбувається зміна фізико-хімічних властивостей ґрунтів, насамперед кількості гумусу. В цілому по області за останні 10 років вміст гумусу в ґрунтах знизився від 2,27 до 2,24 % Збільшились також площі угідь з низьким і дуже низьким вмістом рухомих форм фосфору і калію. Значний вплив на ці процеси має видна ерозія.
Незважаючи на те, що сільськогосподарські угіддя області розміщені переважно на схилах до 1° (97 %) і 2-3° (1,5 %), загальна площа сільськогосподарських угідь, які зазнають впливу водної ерозії, становить 53 тис. га. За останні роки площа еродованих земель зросла майже 17 тис. га.
Підкислення ґрунтів в області відбувається за рахунок кислотних дощів та незбалансоване внесення азотних добрив, які при перетворенні аміаку у нітрати підкислюють ґрунт. На Чернігівщині кислі ґрунти займають близько 38 % орних земель. В останні роки спостерігається тенденція до їх зростання. Цю проблему могло б розв'язати вапнування ґрунтів, але останнім часом воно проводиться в дуже малих обсягах, або взагалі не проводиться.
Значних втрат земельним ресурсам і сільськогосподарському виробництву завдає зменшення щорічних обсягів рекультивації земель. Аналіз стану родючості ґрунтів області свідчить про погіршення ряду показників, що вимагає впровадження комплексу організаційно-господарських та агрохімічних заходів по покращенню становища.